# Верига отговорности (шаблон)
Верига отговорности (на английски: Chain of responsibility) е поведенчески шаблон за дизайн, който се използва в обектно-ориентираното програмиране.